# Himantocladium
Himantocladium là một chi rêu trong họ Neckeraceae.